# EARSY
EARSY(アーシー)は、日本のソングライター。
- 本名／秋本愛
- 出身地／広島県
- 生年月日／1972年11月3日(52歳)
- ジャンル／J-POP
- 職業／作詞家・作曲家
- 所属作家事務所／avex・Banana Jam

## 主な作品

### 歌詞提供
- Mr.King vs Mr.Prince
  - 「情熱の色」「 ALL I NEED」
- 伊藤千晃
  - 「New Beginning」「Eternal Story」「ツキミキミ」「 LOVE or LIPS」「A Song For You」
- Sexy Zone
  - 「麒麟の子」
- 新浜レオン
  - 「捕まえて、今夜。」[1]
  - 第56回日本作詩家大賞ノミネート[1]
- ONE LOVE ONE HEART
  - 「過剰本能」
- timelesz
  - 「革命のダンシングナイト」（共作）
- alan
  - 「深愛」「空は希う」
- SANTA
  - 「讃歌（Japanese Ver.）」